# Новоспасский сельсовет (Амурская область)
Новоспа́сский сельсове́т — муниципальное образование со статусом сельского поселения в составе Архаринского района Амурской области. Административный центр — село Новоспасск.

## История
18 ноября 2005 года в соответствии с Законом Амурской области № 91-ОЗ муниципальное образование наделено статусом сельского поселения.

## Население
| 2002 | 2010 | 2011 | 2012 | 2013 | 2014 | 2015 |
| ---- | ---- | ---- | ---- | ---- | ---- | ---- |
| 701  | ↘548 | ↘545 | ↘504 | ↘493 | ↘474 | ↘472 |
| 2016 | 2017 | 2018 | 2019 | 2020 | 2021 |      |
| ↘452 | ↘429 | ↘411 | ↘401 | ↘385 | ↘369 |      |

## Состав сельского поселения
| № | Населённый пункт | Тип населённого пункта       | Население |
| - | ---------------- | ---------------------------- | --------- |
| 1 | Домикан          | село                         | ↘176      |
| 2 | Казановка        | село                         | ↘36       |
| 3 | Новоспасск       | село, административный центр | ↘195      |
| 4 | Свободное        | село                         | ↗4        |